# Hypalastoroides ruficeps
Hypalastoroides ruficeps är en stekelart som först beskrevs av Carlos Schrottky 1911.  Hypalastoroides ruficeps ingår i släktet Hypalastoroides och familjen Eumenidae. Inga underarter finns listade i Catalogue of Life.